# Woiwodschap Wolynië (1569-1795)

Haute Volhynie (Opper-Wolynië) in 1665, Łuck geïdentificeerd als Lusuc

Het woiwodschap Wolynië (Pools: Województwo wołyńskie, Latijn: Palatinatus Volhynensis) was een bestuurlijke en lokale bestuurseenheid in het Pools-Litouwse Gemenebest van de Unie van Lublin in 1569 tot de Derde Poolse Deling in 1795. Het maakte deel uit van het Roetheense gebied in de provincie Klein-Polen

## Beschrijving
Het woiwodschap werd in 1566 opgericht uit de starostvo Loetsk van het grootvorstendom Litouwen. Na de Unie van Lublin in 1569 werd het overgedragen aan de Poolse Kroon als onderdeel van de provincie Klein-Polen (Malopolska).
De hoofdstad van het woiwodschap was Łuck (het huidige Loetsk) en er waren drie senatoren in de senaat van het Gemenebest. Dit waren de bisschop van Łuck, de woiwode van Wolynië en de kastellaan van Wolynië. Het woiwodschap bestond uit drie powiats: Łuck, Wlodzimierz en Krzemieniec. De lokale starostas waren gevestigd in de drie hoofdsteden van de powiats, terwijl de sejmiks plaatsvonden in Łuck. Het woiwodschap had twee afgevaardigden in de Poolse Sejm en één afgevaardigde in het tribunaal van Klein-Polen in Lublin.

## Administratie
- Łuck - zetel van de gouverneur van het woiwodschap en de regionale sejmik:
- Sądowa Wisznia - regionale raad (sejmik generalny) voor alle Roetheense landen

### Administratieve indeling

#### Powiats
- Powiat Łucki, Łuck
- Powiat Włodzimirski, Włodzimierz
- Powiat Krzemieniecki, Krzemieniec

#### Vrije koninklijke steden
- Kowel
- Krzemieniec
- Łuck
- Milanowicze
- Ratno
- Świniuchy
- Włodzimierz
- Wyszniwka